# Campeonato Europeu de Futebol Feminino de 1997
O Campeonato Europeu de Futebol Feminino de 1997 foi a 7ª edição do Campeonato Europeu de Futebol Feminino.
A fase final foi disputada na Noruega e na Suécia. A Alemanha venceu a competição contra a Itália no último jogo.

## Primeira fase

### Grupo A
| Team    | Pts | J | V | E | D | GM | GS | +/- |
| ------- | --- | - | - | - | - | -- | -- | --- |
| Suécia  | 9   | 3 | 3 | 0 | 0 | 6  | 1  | +5  |
| Espanha | 4   | 3 | 1 | 1 | 1 | 2  | 2  | 0   |
| França  | 4   | 3 | 1 | 1 | 1 | 4  | 5  | -1  |
| Rússia  | 0   | 3 | 0 | 0 | 3 | 2  | 6  | -4  |

| 29 de Junho de 1997 | França               | 1–1 | Espanha                   | Nobelstadion, Karlskoga |
|                     | Angélique Roujas 50' |     | Isabel Parejo Jimenez 14' |                         |

| 29 de Junho de 1997 | Suécia | 2–1 | Rússia | Tingvalla IP, Karlstad |
|                     |        |     |        |                        |

| 2 de Julho de 1997 | Espanha | 0–1 | Suécia | Nobelstadion, Karlskoga |
|                    |         |     |        |                         |

| 2 de Julho de 1997 | Rússia               | 1–3 | França                       | Tingvalla IP, Karlstad |
|                    | Irina Grigorieva 52' |     | Angélique Roujas 27' 56' 74' |                        |

| 5 de Julho de 1997 | Suécia                                           | 3–0 | França                    | Tingvalla IP, Karlstad |
|                    | Malin Andersson 18' (g.p.) · Kristin Jonsson 45' |     | Corinne Diacre 22' (p.b.) |                        |

| 5 de Julho de 1997 | Rússia | 0–1 | Espanha | Nobelstadion, Karlskoga |
|                    |        |     |         |                         |

### Grupo B
| Team      | Pts | J | V | E | D | GM | GS |    |
| --------- | --- | - | - | - | - | -- | -- | -- |
| Itália    | 5   | 3 | 1 | 2 | 0 | 5  | 3  | +2 |
| Alemanha  | 5   | 3 | 1 | 2 | 0 | 3  | 1  | +1 |
| Noruega   | 4   | 3 | 1 | 1 | 1 | 5  | 2  | +3 |
| Dinamarca | 1   | 3 | 0 | 1 | 2 | 2  | 9  | -7 |

| 30 de Junho de 1997 | Alemanha    | 1 – 1 | Itália    | Melløs Stadion, Moss |
|                     | Meinert 49' |       | Carta 71' |                      |

| 30 de Junho de 1997 | Dinamarca | 0 – 5 | Noruega                               | Åråsen Stadion, Lillestrøm |
|                     |           |       | Pettersen 16' 18' 49' 81' · Støre 55' |                            |

| 3 de Julho de 1997 | Itália         | 2 – 2 | Dinamarca               | Åråsen Stadion, Lillestrøm |
|                    | Morace 45' 73' |       | Terp 22' · Pedersen 55' |                            |

| 3 de Julho de 1997 | Noruega | 0 – 0 | Alemanha | Melløs Stadion, Moss |
|                    |         |       |          |                      |

| 6 de Julho de 1997 | Dinamarca | 0 – 2 | Alemanha              | Melløs Stadion, Moss |
|                    |           |       | Meyer 82' · Prinz 90' |                      |

| 6 de Julho de 1997 | Noruega | 0 – 2 | Itália        | Åråsen Stadion, Lillestrøm |
|                    |         |       | Morace 4' 29' |                            |

## Finais
|  | Semifinal | Semifinal |   |  | Final    | Final |  |
|  |           |           |   |  |          |       |  |
|  |           |           |   |  |          |       |  |
|  | Suécia    | 0         |   |  |          |       |  |
|  | Alemanha  | 1         |   |  |          |       |  |
|  |           |           |   |  |          |       |  |
|  |           |           |   |  |          |       |  |
|  |           |           |   |  | Alemanha | 2     |  |
|  |           | Itália    | 0 |  |          |       |  |
|  |           |           |   |  |          |       |  |
|  |           |           |   |  |          |       |  |
|  |           |           |   |  |          |       |  |
|  |           |           |   |  |          |       |  |
|  | Itália    | 2         |   |  |          |       |  |
|  | Espanha   | 1         |   |  |          |       |  |

### Semifinais
| 9 de Julho 1997 | Itália                   | 2–1 | Espanha    | Åråsen Stadion, Lillestrøm |
|                 | Fiorini 11' · Morace 29' |     | Parajo 86' |                            |

| 9 de Julho 1997 | Suécia | 0–1 | Alemanha     | Tingvalla IP, Karlstad |
|                 |        |     | Wiegmann 84' |                        |

### Final
| 12 de Julho 1997 | Itália | 0–2 | Alemanha                | Ullevaal Stadion, Oslo |
|                  |        |     | Minnert 23' · Prinz 49' |                        |

## Premiações
| Vencedoras do Campeonato Europeu de Futebol Feminino de 1997 |
| ------------------------------------------------------------ |
| Alemanha (4º título)                                         |